# سیارک ۱۸۵۶۰
سیارک ۱۸۵۶۰ (به انگلیسی: 18560 Coxeter، نامگذاری:1997EO7) هجده هزار و پانصد و شصتمین سیارک کشف شده‌است که در ۷ مارس ۱۹۹۷ کشف شد.
قدر مطلق سیارک برابر ۱۲٫۹۰ است.